# 本胆烷
本胆烷（英語：Etiocholane，又被称为5β-雄烷 5β-androstane 或5-表雄烷 5-epiandrostane）是一种雄烷类（C19）甾体物质，是5α-雄烷的差向异构体，是一大类甾体物质的结构母核，包括本胆烷二酮（5β-雄烷二酮）、5β-双氢睾酮、3α-本胆烷二醇、3β-本胆烷二醇、本胆烷醇酮、表本胆烷醇酮等。
17β-乙基本胆烷也被称作5β-孕烷，是许多孕激素的结构母核，包括5β-双氢孕酮、孕烷醇酮、表孕烷醇酮以及孕二醇和孕三醇。